# Xuxa - Funtastic Birthday Party
Xuxa - Funtastic Birthday Party é um álbum de vídeo lançado pela cantora e apresentadora Xuxa, em 1994 pela Sony Wonder. O álbum tem como tema uma festa de aniversário, reunindo algumas performances musicais, brincadeiras entre as crianças e alguns momentos dos episódios do programa Xuxa (EUA). Essa foi uma das primeiras VHS em inglês da Xuxa, lançada no mesmo ano juntamente com a VHS intitulada "Xuxa Celebration With Cheech Marin".

## Antecedentes e produção
Após o lançamento do VHS "Xuxa - Melhores Momentos", a próxima VHS de Xuxa só iria ser lançada 2 anos depois, em 1994.
A Sony no ano de 1993 seria a gravadora responsável pelo lançamento do álbum em inglês da Xuxa. Ela comprou os direitos para a comercialização de VHS do programa estadunidense de Xuxa, sob a marca de Sony Wonder.

## Sinopse
Conheça a XUXA (pronuncia-se Shoosha) — a superestrela incrivelmente popular que conquistou o coração de crianças do mundo todo!
Agora você está convidado para festejar com a XUXA na FESTA DE ANIVERSÁRIO DIVERTIDA, a maior e mais louca festa de aniversário de todos os tempos, com muitas brincadeiras e diversão para todos!
Junte-se à Xuxa e seus amigos enquanto eles cantam e dançam, assistem a um show de mágica, presenciam animais realizando truques incríveis e muitas outras coisas divertidas.
Com chapéus de festa, apitos e brincadeiras malucas, a FESTA DE ANIVERSÁRIO DIVERTIDA é diversão para todos — seja seu aniversário ou não!

## Lançamento e recepção
A VHS foi lançada no primeiro semestre de 1994 e chegava a custar $11,98 dólares. A fita foi muito divulgada em jornais, principalmente na revista Billboard.
Um fato curioso é que existia um kit para festa de aniversário temático desta VHS, que era vendida pelo valor de $19,98 dólares. Além de que a VHS teve seu lançamento no Canadá no ano de 1995.
Atualmente, você pode encontrar a VHS sendo vendida no Ebay, sendo anunciada como um item raro.